# مگار
مگار (به لاتین: Mġarr) یک منطقهٔ مسکونی در مالت است که در منطقه شمالی مالت واقع شده‌است. مگار ۱۶٫۱ کیلومتر مربع مساحت و ۳٬۸۰۲ نفر جمعیت دارد.